# 150 Est 150001 à 150195
Les Decapod série 13 numéros 150001 à 150195 sont des locomotives à vapeur construites par la SACM à Graffenstaden pour 72 machines, par la société Fives-Lille pour 107 machines  et par la société Blanc-Misseron pour 16 machines de 1926 à 1931 pour la Compagnie des chemins de fer de l'Est. Elles constituaient une adaptation des locomotives 5201 à 5206 de type XIIIh de l'État Saxon 150 Est 5201 à 5206 (futures : 1-150 D 201 à 206), reçues au titre des réparations de la 1re guerre mondiale. C'est l'ingénieur en chef monsieur Émile Duchâtel en collaboration avec les ateliers d'Épernay et la SACM qui en dirigea la réalisation.
Sur l'Est, avec les Decapod armistice, comme sur l'État elles accaparèrent la remorque des trains de minerais et des trains lourds de marchandises.

## Utilisation et Service

### À la Compagnie de l'Est
Conçues comme la reproduction avec les apparaux de l'Est des 150 Est 5201 à 5206 (futures : 1-150 D 201 à 206 ) et des G12.1 AL 5546 à 5562 (futures : 1-150 B 546 à 562 ) elles avaient les mêmes possibilités que ces dernières. Cependant lors d'essais avec une G12.1 AL 5546 à 5562 (futures : 1-150 B 546 à 562 ) et une 150 PO 6001 à 6070 (futures : 4-150 A 1 à 70 ) de la Compagnie du chemin de fer de Paris à Orléans il s'avéra que celle-ci du fait du compoundage se montra plus puissante tout en consommant moins. On peut donc s'étonner de la construction des machines de l'Est dont le prototype original remonte quand même à 1915 et avait rapidement été supplanté en Allemagne par un modèle amélioré, la G12. En fait devant l'augmentation du trafic minéralier, le manque de puissance des Consolidation et l'urgence de la situation il fut décidé de reproduire les Decapod armistice mais avec des améliorations.
Leurs dépôts furent : Mohon, Conflans-Jarny, Pagny-sur-Moselle, Longuyon, Audun-le-Roman, Lumes, Vaires, Conflans, Baroncourt, Neufchâteau et Châlons.

### Sur le réseau de l'État
Malgré les résultats obtenus après les essais comparatifs sur la Compagnie de l’Est, la Compagnie des chemins de fer de l'État commanda une série de 10 machines qui furent immatriculées 150001 à 150010. Ils avaient en effet besoin de locomotives puissantes pour remplacer les 141 État 141-001 à 250 en tête des lourds trains de minerais.
Leurs dépôts furent : Mézidon et Cholet au départ pour assurer le trafic fourni par la société métallurgique de Normandie, par la suite elles furent mutées au dépôt d'Achères pour le trafic sur la Grande Ceinture.

### À la SNCF
À la création de la SNCF, les locomotives de l'Est furent immatriculées 1-150 E 1 à 195 par la SNCF mais du fait de la Seconde Guerre mondiale, 4 machines furent perdues (les 1-150 E 69, 98, 158 et 187). Celles de l’État elles furent ré-immatriculées 3-150 A 1 à 10 mais deux disparurent pendant la guerre. Les 8 survivantes furent mutées à la région Est en 1949 où elles furent réimmatriculées 1-150 E 196 à 203.
Entre 1943 et 1944, sept machines[Lesquelles ?] sont brièvement affectées sur le réseau du Nord.
À l'Est, leurs dépôts restèrent les mêmes sauf pour la 150 E 41 qui fut mise à disposition au dépôt de Longueau après la Seconde Guerre mondiale.
La série fut amortie pour le 26 janvier 1963 avec la 1-150 E 173.

## Description
Ces Decapod disposaient d'un moteur à trois cylindres à simple expansion et la distribution était du type « Walschaerts ». Le foyer était un foyer « Crampton » à ciel plat et à grille étroite. L'échappement était un échappement à trèfle à 3 jets avec une cheminée à chapiteau de type « PO ». Certaines d'entre elles furent équipées par la suite d'un trèfle à 6 jets de type « Bourges » avec une cheminée normale. Le bissel avait un déplacement latéral de + ou - 150 mm et était du type « Est ». Une particularité de ces machines tient au fait que contrairement aux Decapod d'origine allemande le dernier essieu moteur n'avait pas de déplacement latéral mais le troisième essieu moteur était démuni de boudin et les deuxième et quatrième essieux moteurs avaient des boudins amoindris. À partir de 1945 la série fut équipée d'écrans pare-fumées de 4 modèles différents dont 1 pour les machines équipées de l'échappement « Bourges » et les 3 autres récupérés sur des 140 Est 4003 à 4175 (futures : 1-140 A 3 à 175 ) réformées. Les machines de l'ex-Compagnie des chemins de fer de l'État étaient quant à elles encore munies d'un autre type. Parmi celles équipées de l'échappement « Bourges » 6 machines furent choisies pour recevoir un stoker de type « HT 1 »; ce furent les 1-150 E 8, 23, 107, 148, 167 et 183.

## Tenders
L'attelage côté tender était du type « TI (tender interchangeable) » et la plateforme du type « Mestre ». Malgré cet attelage elles ne furent jamais attelées aux tenders de 35 m2 ( 1-35 A 1 à 82, 1-35 B 101 à 113 et 1-35 C 1 à 49 ) ni au 1-36 A 1 et très rarement aux 1-32 A 1 à 25 et 1-32 B 26 à 50 dont les machines étaient surtout celles de vitesse. En définitive elles furent attelées aux :
- tenders à bogies provenant de la transformation d'anciens tenders des 140-101 à 370 État (futures : 1-140 C entre 101 et 370 et entre 1 et 70 ) dont la contenance en eau fut portée de 18 m3 à 21 m3 et celle en charbon de 5 t à 7 t qui furent immatriculées 21001 à 21010 puis 1-21 F 1 à 10 pour la totalité
- tenders à bogie contenant 22,4 m3 d'eau et 8 t de charbon qui furent immatriculées 22001 à 22100 puis 1-22 B 1 à 100 pour la totalité
- tenders à bogie contenant 22,4 m3 d'eau et 8 t de charbon ex-État qui furent immatriculées 22101 à 22110 puis 3-22 E 1 à 10 puis 1-22 B 101 à 110 pour la totalité
- tenders à bogie provenant de la transformation d'anciens tenders des 231 Est 31.001 à 31.040 (futures : 1-231 B 1 à 40 ) dont la contenance en eau fut porté de 22 m3 à 25,4 m3 et celle en charbon de 8 t à 10 t qui furent immatriculées 25001 à 25040 puis 1-25 A 1 à 40 pour la totalité
- tenders à bogie contenant 26,6 m3 d'eau et 7 t de charbon qui furent immatriculées 25041 à 25094 puis 1-25 C 41 à 94 pour partie
- tenders à bogie provenant de la transformation d'anciens tenders de type 1-22 B ou 1-25 C dont le châssis identique fut conservé mais la caisse changée par une étudiée par la division des études des locomotives (DEL) contenant 25 m3 d'eau et 9,5 t de charbon qui furent immatriculés 1-25 E 130, 132 et 134 pour les 3 unités

## Caractéristiques
- Surface de grille : 3,25 m2
- Surface de chauffe : 203,4 m2

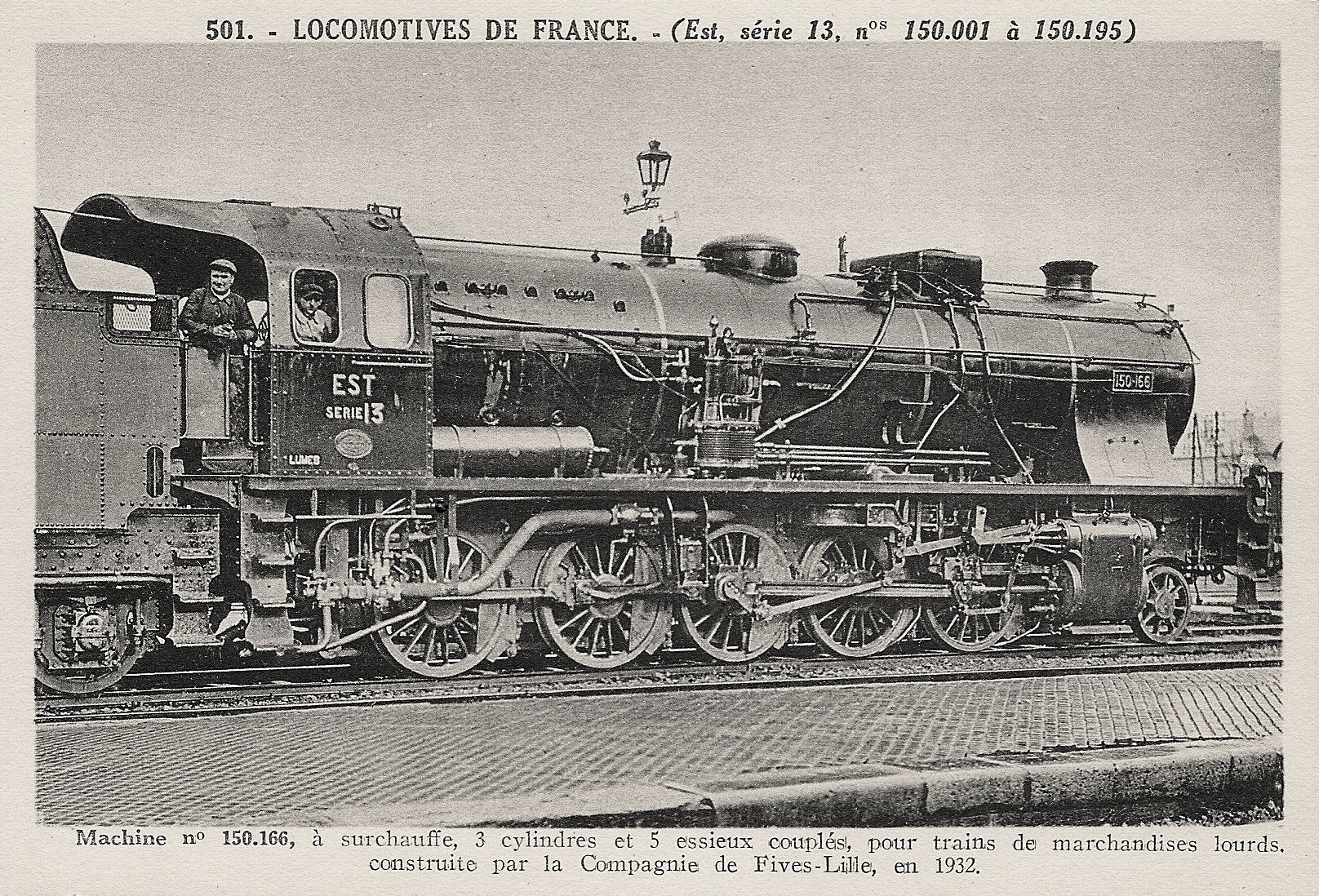
La 150-166 Est.

- Surface de surchauffe : 81 à 85 m2
- Nombre d'éléments : 32
- Nombre de cylindres : 3
- Diamètre cylindre : 560 mm
- Course cylindre : 660 mm
- Pression de la chaudière : 14 kg/cm2 soit 13,7 bars
- Diamètre des roues motrices : 1 400 mm
- Diamètre des roues du bissel : 1 000 mm
- Masse à vide : 88 tonnes
- Masse en ordre de marche : 98 tonnes
- Masse adhérente : 83,5 tonnes
- Longueur hors tout de la locomotive seule : 12,915 m
- Puissance : de 1288 à 1340 kW
- Effort de traction maximum : 203 KN
- Vitesse maxi en service : 65 km/h

- Tare du tender : entre 25,3 et 29,5 tonnes
- Capacité en eau : 21 à 26,6 m3
- Capacité en charbon : entre 7 et 8 tonnes
- Masse du tender en ordre de marche : entre 53,3 et 63,1 tonnes
- Masse totale locomotive + tender : entre 151,3 et 161,1 tonnes
- Longueur du tender : entre 7,23 et 8,565 m
- Longueur totale locomotive + tender : entre 20,145 et 21,48 m

## Modélisme
Les 150 E ont fait l’objet d'une reproduction à l'échelle HO par l'artisan français JCR. Elles étaient principalement en métal photo-gravé et à monter par l'amateur.